# TWAIN
Pour les articles homonymes, voir Twain (homonymie).
| Sigles de 2 caractères   |
| Sigles de 3 caractères   |
| Sigles de 4 caractères   |
| ► Sigles de 5 caractères |
| Sigles de 6 caractères   |
| Sigles de 7 caractères   |
| Sigles de 8 caractères   |

TWAIN est un protocole informatique standard destiné principalement à relier un scanner d'images à un ordinateur, permettant à tout logiciel de traitement d'images compatible TWAIN de piloter le scanner pour contrôler et lancer l'acquisition de l'image, quels que soient le modèle et le constructeur du scanner.

## Généralités
TWAIN sert au contrôle logiciel des scanners de documents ou des appareils photos numériques. Il s'agit d'une interface de programmation (API) de capture d'images pour les systèmes Microsoft Windows, Apple Mac OS ou Linux. Ce standard a été créé en 1992 par un organisme, la TWAIN Organisation, regroupant les sociétés Aldus, Hewlett-Packard, Kodak et Logitech, désormais rejoint par AnyDoc, Adobe, Atalasoft, Avision, Epson, Fujitsu, JFL Peripheral. La spécification technique en est actuellement à la version 2.3 rendue publique le 21 novembre 2013. Depuis la version 10.9, OSX n'est plus compatible TWAIN. Apple propose à la place une architecture pour la capture d'images appelé ICA (Image Capture Architecture)

## Autre standard pour l'acquisition d'image
Il existe également un autre standard nommé ISIS pour gérer les scanners. Contrairement à TWAIN, ISIS est la propriété d'une société privée et nécessite de payer des droits (runtime) pour pouvoir l'utiliser. De même, un droit par scanner (driver) doit également être payé en fonction du type de scanner.
Sous Windows, il existe aussi le protocole WIA (depuis Windows Me).

## Origine du nom TWAIN
Le mot TWAIN vient d'un célèbre poème anglais de Rudyard Kipling The Ballad of East and West :
Oh, East is East, and West is West, and never the twain shall meet,
Till Earth and Sky stand presently at God’s great Judgment Seat;
But there is neither East nor West, Border, nor Breed, nor Birth,
When two strong men stand face to face, tho’ they come from the ends of the earth!
Ce poème reflète la difficulté de rencontre de deux éléments différents. Dans notre cas, par analogie, la difficulté de connecter un scanner et un ordinateur. TWAIN est aussi à l'origine de plusieurs rétro-acronymes dont le plus connu est « Technology Without An Interesting Name » (signifiant : « technologie sans nom intéressant »).